# Darkwave
Darkwave is een elektronische, melancholieke, donker klinkende gothic-muziekstijl, een vorm van synthpop en new wave.

## Oorsprong
Het album Black celebration van de band Depeche Mode geldt als eerste aanzet tot het muziekgenre darkwave. Na het uitkomen van dit album volgden andere bands met duistere, door synthesizers gedomineerde muziek. Andere invloeden op het genre zijn het vroege werk van Anne Clark en Italodisco (zoals de darkwaveband Kirlian Camera die eerder Italodisco maakte), en gothic rock (zoals van The Sisters of Mercy en de postpunkband Joy Division). De Nederlandse gothic-rockband Clan of Xymox was met hun synthesizer- en drumcomputermuziek een van de eerste bands in het darkwave-genre.

## Vanaf 1990
Een belangrijk moment in de darkwave was toen begin 1990 de Duitse formatie Deine Lakaien doorbrak met het album Dark Star. Tegelijkertijd scoorde de eveneens Duitse formatie Wolfsheim een grote hit in Duitstalige gebieden met hun eerste single "The Sparrows and the Nightingales". Hierdoor kwam darkwave in Duitsland prominent op de kaart te staan en werd daar een van de populairste substromingen van de gothicmuziek. In de latere jaren 90 werd ook de Duitse band Diary of Dreams populair, evenals het daaruit voortgekomen Diorama. In Italië geniet The Frozen Autumn bekendheid. Clan of Xymox verlaat het genre tussentijds met house en techno.

## Crossover
Gothic rock, synthpop en darkwave grenzen aan elkaar. De muziek van Wolfsheim kan vanwege de vrolijk klinkende nummers doorgaan voor synthpop; de muziek van Clan of Xymox kan vanwege het gitaarwerk doorgaan voor gothic rock. Het genre darkwave kent ook een crossover met EBM, van bands zoals Project Pitchfork, The Dust of Basement en Das Ich.

## Albums
- Death In June - Nada! (1985)
- Clan of Xymox - Medusa (1986)
- And Also The Trees - Virus Meadow (1986)
- Depeche Mode - Black Celebration (1986)
- Deine Lakaien - 1sr Album (1986)
- Das Ich - Die Propheten (1991)
- Wolfsheim - No Happy View (1992)
- Project Pitchfork - Entities (1992)
- Diary of Dreams - Cholymelan (1994)
- The Frozen Autumn - Pale Awakening (1995)
- Diorama - Pale (1999)